# جوردان هوتفيل
جوردان هوتفيل (بعد 1055 - 12/18/19 سبتمبر 1092) كان الابن البكر وغير الشرعي لروجر الأول من صقلية. يعد من المقاتلين النورمان الذين شاركوا منذ بدياتهم في غزوات والده في صقلية.